# Brązowa Dama z Raynham Hall

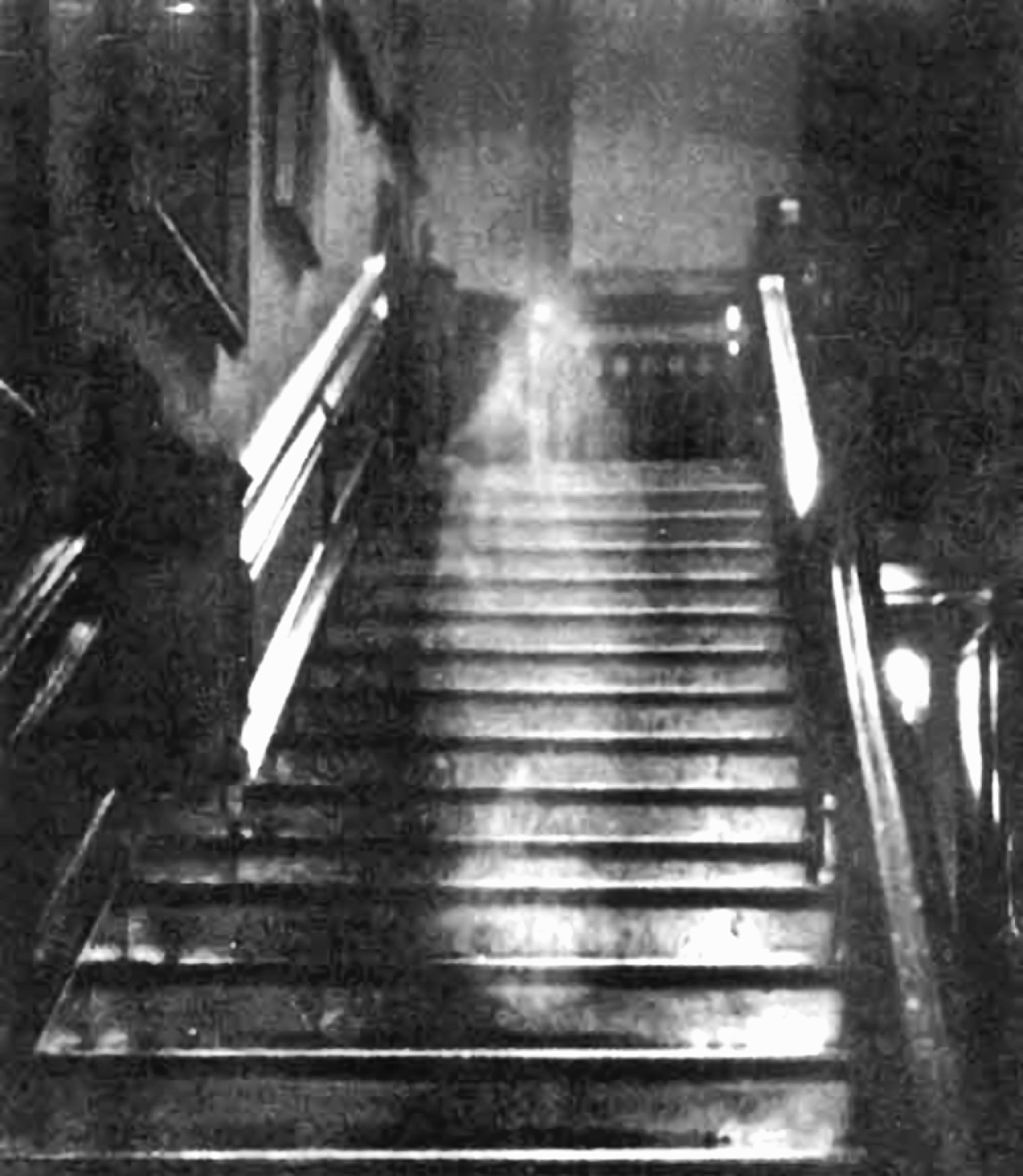
Fotografia „Brązowej Damy z Raynham Hall” opublikowana w czasopiśmie Country Life (1936)

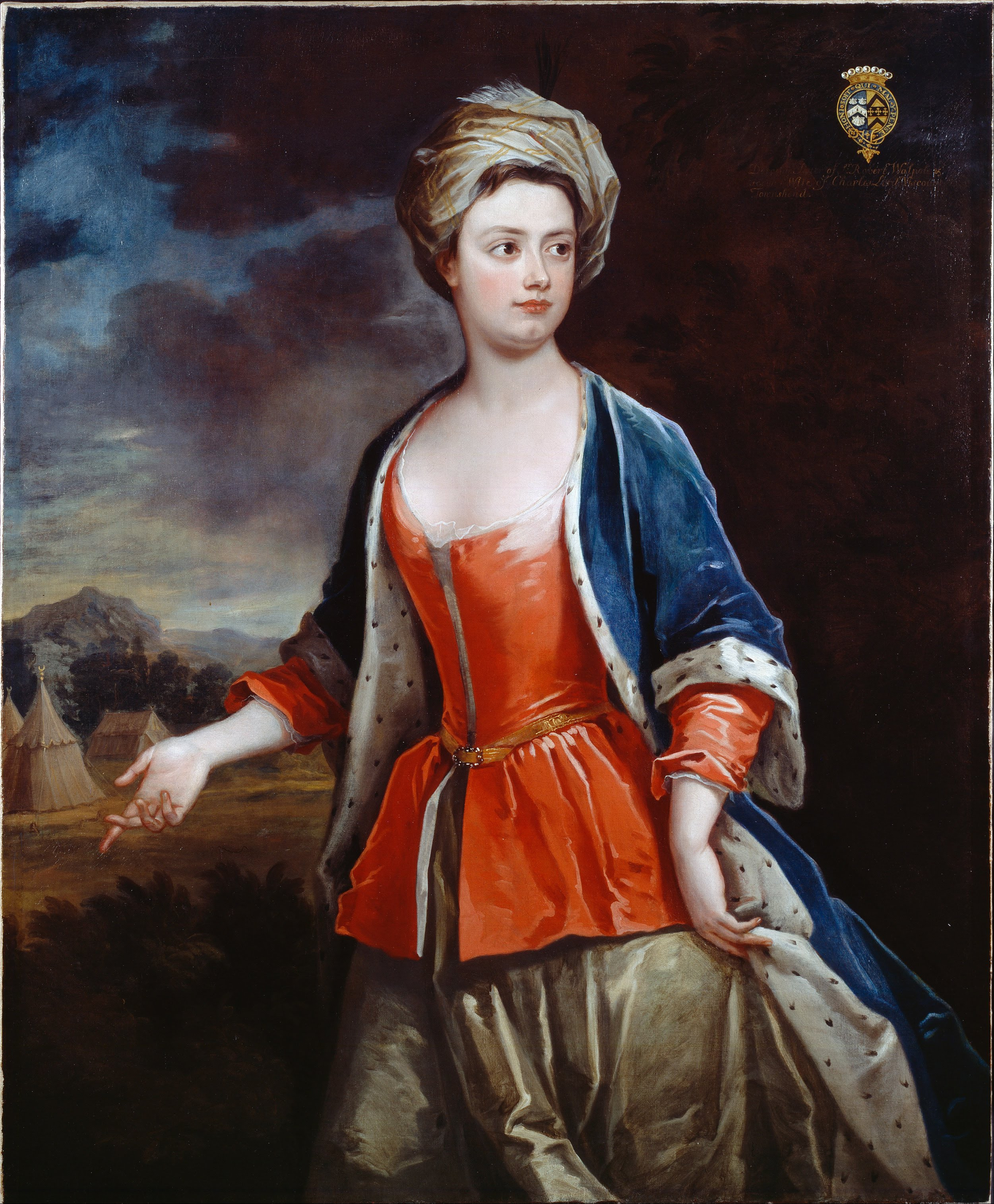
Portret Dorothy Walpole która po swojej śmierci jako „Brązowa Dama”, rzekomo nawiedza Raynham Hall

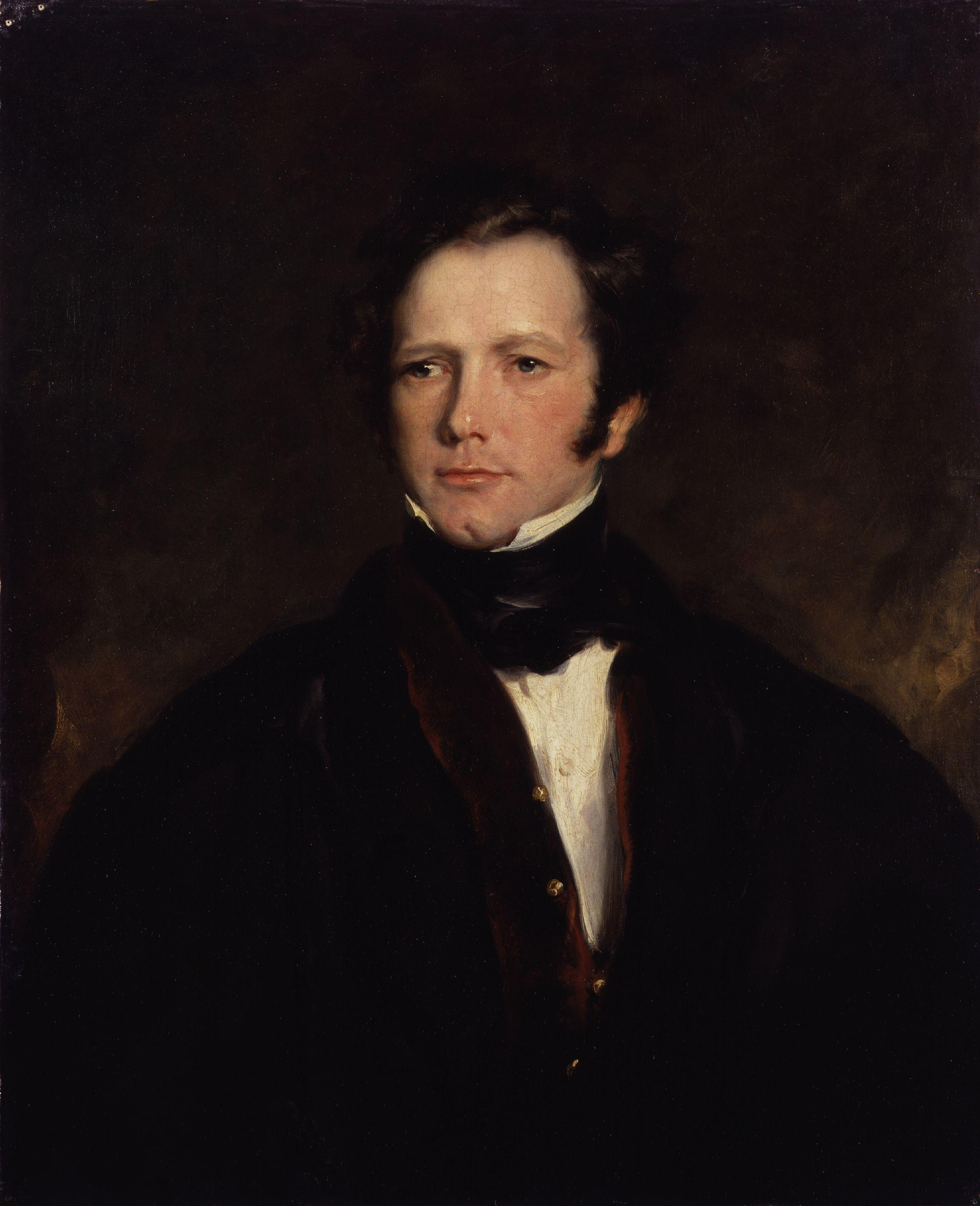
Pisarz Frederick Marryat miał – według wspomnień jego córki – strzelić do „Brązowej Damy”, podczas swojej wizyty w Raynham Hall w roku 1836

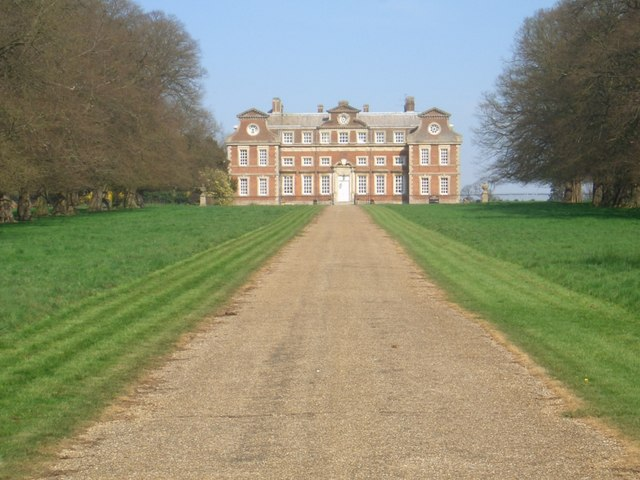
Raynham Hall (2007)

Brązowa Dama z Raynham Hall – duch, który rzekomo nawiedza posiadłość Raynham Hall w angielskim hrabstwie Norfolk. Posiadłość stała się jednym z najsłynniejszych nawiedzonych miejsc w Wielkiej Brytanii, kiedy fotografowie z czasopisma Country Life stwierdzili, że uchwycili wizerunek ducha. „Brązowa Dama” została tak nazwana ze względu na brązową brokatową suknię, którą rzekomo nosi.

## Tożsamość ducha
Według legendy „Brązowa Dama z Raynham Hall” to duch Dorothy Walpole (1686–1726), siostry Roberta Walpole’a, powszechnie uznawanego za pierwszego premiera Wielkiej Brytanii. Była drugą żoną Charlesa Townshenda, który słynął z gwałtownego temperamentu. Historia mówi, że kiedy Townshend odkrył, że jego żona dopuściła się cudzołóstwa z lordem Whartonem, ukarał ją, zamykając ją w pokojach w rodzinnej posiadłości Raynham Hall. Według Mary Wortley Montagu Dorothy w rzeczywistości została uwięziona przez hrabinę Wharton. Zaprosiła Dorothy na kilka dni, wiedząc, że jej mąż nigdy nie pozwoli jej wyjechać, nawet w celu zobaczenia dzieci. Pozostała w Raynham Hall aż do swojej śmierci w 1726 roku na ospę prawdziwą.

## Obserwacje
Na początku XIX wieku w Raynham Hall przebywał król Wielkiej Brytanii i Hanoweru Jerzy IV który zobaczył ducha stojącego przy jego łóżku w brązowej sukni, z bladą twarzą i rozczochranymi włosami. Pierwsza odnotowana relacja o obserwacji „Brązowej Damy” została sporządzona przez Lucię C. Stone i dotyczyła spotkania w Raynham Hall w Boże Narodzenie 1835 roku. Lord Charles Townshend zaprosił do posiadłości gości, w tym pułkownika Loftusa, aby przyłączyli się do świętowania. Loftus i inny gość o nazwisku Hawkins powiedzieli, że pewnej nocy widzieli „Brązową Damę”, gdy zbliżali się do swoich sypialni, zwracając szczególną uwagę na staroświecką brązową suknię, którą nosiła. Następnego wieczoru Loftus twierdził, że ponownie widział „Brązową Damę”, donosząc później, że przy tej okazji przyciągnęły go puste oczodoły widma, ciemne w świecącej twarzy. Obserwacje Loftusa doprowadziły do tego, że niektórzy pracownicy na stałe opuścili Raynham Hall.
Kolejnej obserwacji „Brązowej Damy” dokonał w 1836 roku kapitan Frederick Marryat, przyjaciel pisarza Charlesa Dickensa i autor serii popularnych powieści morskich. Marryat – według wspomnień jego córki – poprosił właściciela posiadłości o spędzenie nocy w najbardziej nawiedzonym pokoju w Raynham Hall, aby udowodnić swoją teorię, że nawiedzenie było spowodowane przez lokalnych przemytników, którzy chcieli trzymać ludzi z dala od tego miejsca. Marryat zajął pokój, w którym wisiał portret zjawy i w którym często ją widywano, i każdej nocy spał z naładowanym rewolwerem pod poduszką. Przez dwa dni nic nie zauważył, a trzeci miał być jego ostatnim w posiadłości. W nocy trzeciego dnia pobytu dwóch młodych mężczyzn (bratanków baroneta) zapukało do jego drzwi, gdy się rozbierał i poprosili go, aby przeszedł do ich pokoju (który znajdował się na drugim końcu korytarza) i podzielił się z nimi swoją opinią na temat nowej broni, która właśnie przyjechała z Londynu. Marryat był w koszuli i spodniach, ale ponieważ była już późna godzina i wszyscy udali się na spoczynek, towarzyszył im tak, jak był ubrany. Kiedy wychodzili z pokoju, chwycił za rewolwer, „na wypadek, gdybym spotkał Brązową Damę” – powiedział ze śmiechem. Korytarz był długi i ciemny, ale gdy dotarli do jego połowy, zobaczyli blask latarni trzymanej przez kobietę, która zbliżała się do nich z drugiego końca. Drzwi sypialni w tym korytarzu znajdowały się naprzeciwko siebie, a każdy pokój miał podwójne drzwi z odstępem pomiędzy nimi. Niekompletnie ubrany Marryat czuł się w tej sytuacji niekomfortowo, więc razem z bratankami baroneta wślizgnął się do jednych z zewnętrznych drzwi, aby ukryć się do czasu, aż kobieta ich minie. Obserwował jak podchodziła coraz bliżej przez szparę drzwi, aż w końcu, gdy była na tyle blisko, że mógł rozróżnić kolory i styl jej ubioru, rozpoznał tę postać jako faksymile portretu „Brązowej Damy”. Trzymał palec na spuście rewolweru i już miał zażądać, żeby się zatrzymała i podała powód swojej obecności, gdy postać z własnej woli zatrzymała się przed drzwiami, za którymi stała, i trzymając zapaloną latarnię, przybliżoną do swoich rysów, uśmiechnęła się do niego złośliwie i diabolicznie. Rozwścieczony Marryat z impetem wyskoczył na korytarz i strzelił jej z rewolweru prosto w twarz. Postać natychmiast zniknęła, a kula przeszła przez zewnętrzne drzwi pokoju po przeciwnej stronie korytarza i utkwiła w panelu. Frederick Marryat nigdy więcej nie próbował sprawdzać prawdziwości legendy o „Brązowej Damie”.
Lady Townshend poinformowała, że „Brązową Damę” ponownie widziano w 1926 roku, kiedy jej syn i jego przyjaciel stwierdzili, że widzieli ducha na schodach, identyfikując upiorną postać z portretem Dorothy Walpole, który wisiał w nawiedzonym pokoju. Od czasu spotkania Fredericka Marryata z „Brązową Damą” liczba jej obserwacji zmalała – niektórzy twierdzą, że obecnie nawiedza pobliskie Houghton Hall i Sandringham House.

## Country Life
19 września 1936 roku kapitan Hubert C. Provand, londyński fotograf pracujący dla czasopisma Country Life, i jego asystentka Indre Shira robili zdjęcia Raynham Hall do artykułu. Twierdzili, że zrobili już zdjęcie głównych schodów posiadłości i przygotowywali się do zrobienia drugiego zdjęcia, gdy Shira zobaczyła „formę pary, która stopniowo przybierała wygląd kobiety” poruszającą się po schodach w ich stronę. Provand szybko zdjął osłonę z obiektywu, podczas gdy Shira nacisnęła spust, aby włączyć lampę błyskową aparatu. Później, gdy wywołano negatyw, zobaczono słynny wizerunek „Brązowej Damy”. Relacja Provanda i Shiry w Raynham Hall została opublikowana w czasopiśmie Country Life 26 grudnia 1936 roku wraz ze zdjęciem „Brązowej Damy”. Zdjęcie i relacja z jego wykonania ukazały się także w wydaniu czasopisma Life z 4 stycznia 1937 roku.
Wkrótce potem znany badacz zjawisk paranormalnych Harry Price przeprowadził wywiad z Provandem i Shirą i doniósł że był pod wrażeniem ich historii oraz że nie miał prawa im nie wierzyć. Dodał że negatyw jest autentyczny i nie został zmanipulowany.

## Krytyka
Niektórzy krytycy twierdzili, że Shira sfałszowała zdjęcie, nakładając na obiektyw smar lub podobną substancję w kształcie postaci, albo sama schodziła po schodach podczas naświetlania. Inni twierdzą, że zdjęcie to przypadkowa podwójna ekspozycja lub że światło w jakiś sposób dostało się do aparatu.
Joe Nickell napisał, że szczegółowe badanie fotografii wykazuje dowody podwójnego naświetlenia. John Fairley i Simon Welfare napisali: „nad każdym stopniem schodów znajduje się blada linia, wskazująca, że jeden obraz został nałożony na drugi; plama odbitego światła na górze prawej poręczy pojawia się dwukrotnie”.
Iluzjonista John Booth napisał, że fotografię można łatwo odtworzyć metodami naturalistycznymi. Booth kazał iluzjoniście Ronowi Wilsonowi okryć się prześcieradłem i zejść po wielkich schodach Magic Castle w Hollywood. Sfałszowany obraz ducha wyglądał bardzo podobnie do fotografii z Raynham Hall.
Inni krytycy zwracają uwagę, że wizerunek „Brązowej Damy” bardzo przypomina standardowy posąg Marii z Nazaretu, jaki można znaleźć w każdym kościele katolickim, przy czym jasna plama pokrywająca jedną trzecią dolnej części fotografii, przypomina kształt odwróconej litery „V”, będąc bardzo charakterystycznym elementem, ponieważ wierzchnia część garderoby opada po obu stronach pod kątem. Również głowa jest zakryta, ręce wydają się być złożone jak do modlitwy, a kwadratowy lub prostokątny cokół, na którym stoi, jest również wyraźnie widoczny. Sugeruje to mocno, że zdjęcie jest prostym nałożeniem posągu Marii z Nazaretu na schody.